# غاردنر هاثاواي
غاردنر هاثاواي (بالإنجليزية: Gardner Hathaway)‏ هو عسكري أمريكي، ولد في 13 مارس 1925، وتوفي في 20 نوفمبر 2013.